# Morozówka (obwód winnicki)
Morozówka (ukr.  Морозівка) – wieś na Ukrainie w rejonie pohrebyszczeńskim, obwodu winnickiego.

## Literatura
- Morozówka 6.) wieś nad rzeką Orzechowatką, powiat skwirski, [w:] Słownik geograficzny Królestwa Polskiego, t. VI: Malczyce – Netreba, Warszawa 1885, s. 683.